# Bruno Dumézil
 (février 2024).
 (février 2024).
Pour les articles homonymes, voir Dumézil.
Bruno Dumézil, né le 17 septembre 1976, est un historien français spécialiste du haut Moyen Âge.

## Biographie
Bruno Dumézil est parent avec le linguiste et historien Georges Dumézil.
Ancien élève de l'École normale supérieure (promotion 1996 Lettres), il devient agrégé d'histoire en 1999.
En 2003, il soutient une thèse de doctorat sur le thème Conversion et liberté dans les royaumes barbares : Ve – VIIIe siècles sous la direction de Michel Rouche.
En 2005, il est élu maître de conférences à l'université Paris Ouest Nanterre, renommée en 2010 université Paris-Nanterre.
Depuis 2018, il est professeur à l'université Paris-Sorbonne.
En 2015, il participe à l'émission Secrets d'Histoire consacrée à Charlemagne, intitulée Sacré Charlemagne !, diffusée le 8 septembre 2015 sur France 2. Il intervient souvent sur l'antenne de France Culture.

## Thèmes de recherche
- Religion, culture et société en Occident durant le haut Moyen Âge ;
- Histoire des élites nobiliaires durant le haut Moyen Âge ;
- Les Mérovingiens ;
- Le rôle de la femme durant le haut Moyen Âge.

## Publications
- Les racines chrétiennes de l'Europe : conversion et liberté dans les royaumes barbares : Ve – VIIIe siècles, Paris, Fayard, 2005, 804 p. (ISBN 2-213-62287-6)
- La société médiévale en Occident, Ellipse, Paris, 2006, 201 p. (ISBN 978-2729829254)
- Le Bréviaire d'Alaric : aux origines du code civil, ouvrage collectif sous la direction de M. Rouche et B. Dumézil, PUPS, Paris, 2008.
- La reine Brunehaut, Paris, Fayard, 2008, 559 p. (ISBN 978-2-213-63170-7, présentation en ligne), [présentation en ligne].
- Les royaumes barbares en Occident, avec Magali Coumert, PUF, coll. « Que sais-je ? », 2010  (ISBN 978-2-13-057577-1)
- Des Gaulois aux Carolingiens, PUF, coll. « Une histoire personnelle de ... », 2013  (ISBN 978-2-13-059225-9)
- (dir.), Les Barbares, PUF, 2016, 1498 p.  (ISBN 978-2130749851)
- (dir.) Confrontation, échanges et connaissance de l’autre au Nord et à l’Est de l’Europe de la fin du VIIe siècle au milieu du XIe siècle, PUR, 2017, 376 p.  (ISBN 978-2753559165)**
- Bruno Dumézil (scénario) et Hugues Micol (dessin), Les Temps barbares : De la chute de Rome à Pépin le Bref, Lyon/Paris, La Revue dessinée, coll. « Histoire dessinée de la France », 2018, 162 p. (ISBN 979-10-92530-43-8)
- Le baptême de Clovis : 24 décembre 505 ?, Paris, Gallimard, coll. « Les journées qui ont fait la France », 2019, 320 p. (ISBN 978-2-07-269067-9).
- L'Empire mérovingien Ve – VIIIe siècles, Paris, Passés Composés, 2023, 352 p. (ISBN 978-2-3793-3271-5)
- Charlemagne, PUF, 2024, 228 p. (ISBN 978-2-13-084770-0).
- Les Vikings, Cerf, coll. « La bibliothèque à remonter le temps », 2024, 120 p. (ISBN 978-2-204-15713-1).

## Livres audio
- Bruno Dumézil (auteur et narrateur), Histoire de France : des Gaulois aux Carolingiens, Vincennes, éd. Frémeaux & Associés, coll. « Histoire de France », 18 janvier 2012 (EAN 356-1-302-55002-2, BNF 42705785)Support : 4 disques compacts audio ; durée : 4 h 44 min environ ; référence éditeur : FA5500. Sommaire du coffret : 1, Les Gaulois et les Gallo-romains, l'Antiquité tardive ; 2, Les Francs ; 3, Charlemagne et le triomphe carolingien ; 4, La disparition de l'empire franc. Collection éditée en collaboration avec les Presses universitaires de France.
- Magali Coumert et Bruno Dumézil, Les Royaumes barbares en Occident, Paris, Presses universitaires de France, coll. « « Que sais-je ? » en 1 heure », 9 octobre 2013 (ISBN 978-2-13-061987-1, BNF 43714945)Narrateur : Thibault de Montalembert ; support : 1 disque compact audio ; durée : n. c.